# Яшин, Георгий Филиппович
Гео́ргий Фили́ппович Я́шин (17 апреля 1907 года — 12 сентября 1957 года)— участник Великой Отечественной войны, гвардии старшина, командир отделения, парторг стрелковой роты 134-го гвардейского стрелкового полка 45-й гвардейской стрелковой дивизии 21-й армии Ленинградского фронта, Герой Советского Союза.

## Биография
Родился 17 апреля 1907 года в деревне Берли Дубъязского района, ныне Высокогорского района Республики Татарстан в крестьянской семье. Русский. Окончил школу. После окончания школы работал в Казани разнорабочим на фабрике имени Галактионова и «Динамо». С 1929 по 1931 год проходил действительную срочную службу в Красной Армии в Первом татарском стрелковом полку, службу закончил в звании младшего командира. Член КПСС с 1931 года. С 1932 г. работал в Народном комиссариате внутренних дел, к 1942 г. на заводе заместителем начальника цеха по кадрам
Призван в армию 24.08.1942 года. 22.03.1943 года в звании старшего сержанта направлен на стажировку старшин в 11-й запасной стрелковый полк.
В мае 1944 года 30-й гвардейский стрелковый корпус, в состав которого входила 45-я гвардейская стрелковая дивизия, в которой воевал Яшин, был передислоцирован на Карельский перешеек для участия в составе 21 армии в планировавшейся Выборгской наступательной операции Ленинградского фронта (Четвёртый сталинский удар) против войск финской армии. Дивизия сосредоточилась в районе посёлка Белоостров. 10.06.1944 года войска фронта начали наступление, 30-й Гвардейский стрелковый корпус действовал на направлении главного удара советских войск.
Подвиг гвардии старшина, командир отделения, парторг роты 134-го гвардейского стрелкового полка 45-й гвардейской стрелковой дивизии Яшин совершил в бою 10 июня 1944 года при прорыве сильно укреплённой основной долговременной оборонительной линии финнов в районе поселка Белоостров. Парторг роты Яшин первым поднялся в атаку, ворвался в финскую траншею, уничтожил вражеский пулемет и с помощью подоспевших бойцов очистил траншею. При атаке второй траншеи был ранен в руку, несмотря на это, он подполз к вражескому дзоту и гранатами уничтожил его. Получив в продолжавшемся бою второе ранение — в ногу, несмотря на ранения, остался в строю и участвовал в атаке на третьею траншею. В критический момент боя заменил выбывшего из строя командира роты.
12.07.44 г. после ранения был эвакуирован в тыловой госпиталь.
Приказом Верховного Главнокомандующего № 0172 22 июня 1944 года за отличие в боях с немецко — финскими захватчиками при прорыве сильно укрепленной долговременной обороны противника на Карельском перешейке севернее города Ленинграда 134 гвардейскому стрелковому полку присвоено почётное наименование Ленинградский.
Указом Президиума Верховного Совета СССР от 21.07.1944 г. Георгию Филипповичу Яшину присвоено звание Героя Советского Союза.
После окончания войны был демобилизован. Жил в городе Казани. В звании старшего лейтенанта внутренней службы служил в Управлении пожарной охраны Министерства внутренних дел Татарской АССР.
Скончался 12 сентября 1957 года. Похоронен на Арском кладбище города Казань.

## Награды
- Медаль «Золотая Звезда» Героя Советского Союза;
- орден Ленина;
- орден Красной Звезды;

## Память
- Памятник на могиле Георгия Филипповича Яшина на Арском кладбище города Казань.
- Имя Героя носит посёлок Яшино в Выборгском районе Ленинградской области[12].
- Именем Г. Ф. Яшина названа улица на его малой родине в деревне Берли.
- На территории военного городка в посёлке Каменка Выборгского района Ленинградской области расположен Мемориал Героев, рядом с основным обелиском Мемориала установлены 23 гранитные плиты с барельефами Героев Советского Союза, среди них барельеф Георгия Филипповича Яшина.